# Кеторолак
Кеторолак (англ. Ketorolac, лат. Ketorolacum) — синтетичний препарат, що є похідним оцтової кислоти, та належить до групи нестероїдних протизапальних препаратів. Кеторолак може застосовуватися як перорально, так і парентерально (як внутрішньом'язово, так і внутрішньовенно), так і у вигляді гелю для місцевого застосування, у вигляді очних крапель, ректальних супозиторіїв та назального спрею. За своїм хімічним складом є рацематом, що складається з S(-) та R(+) ізомерів. Кеторолак уперше синтезований у лабораторії американо-мексиканської фірми «Syntex» (яка натепер є підрозділом компанії «Roche») під початковою назвою «Торадол» у 1989 році, та у цьому ж році допущений FDA до застосування у клінічній практиці.

## Фармакологічні властивості

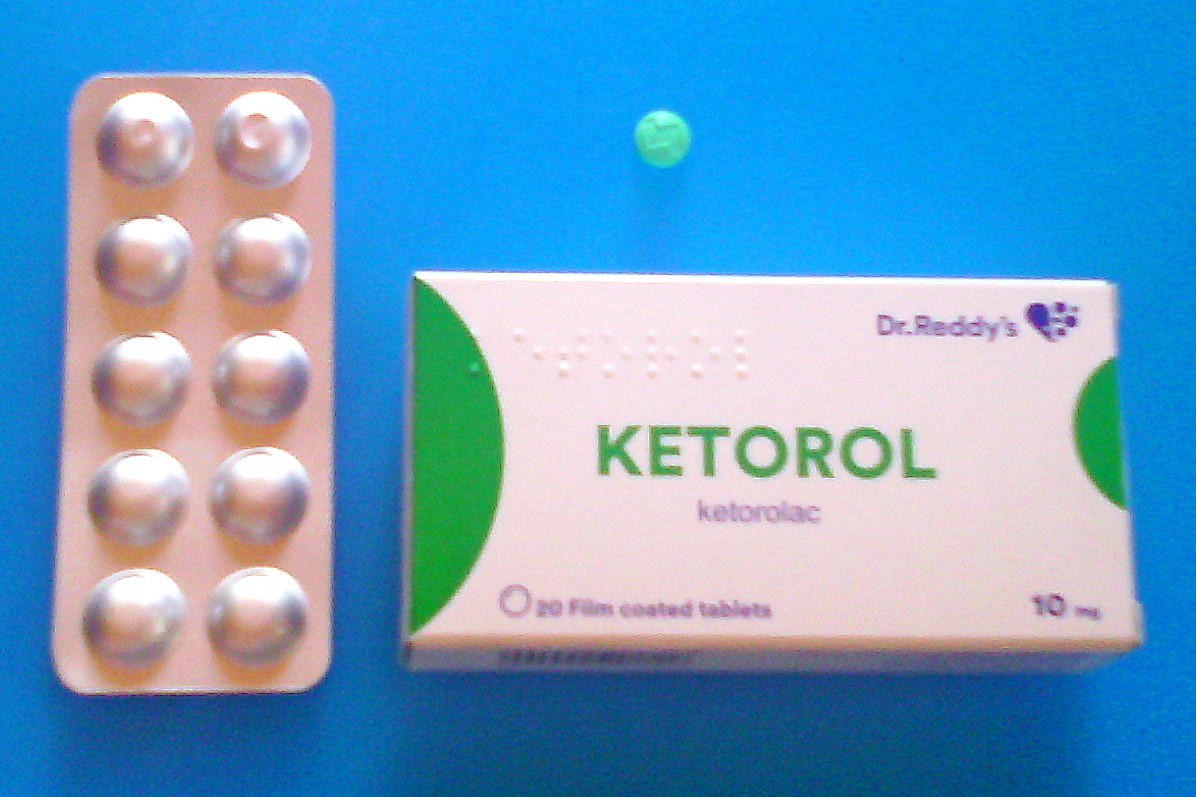
Таблетки кеторолаку

Кеторолак — синтетичний препарат, що є по хімічній структурі похідним оцтової кислоти, та належить до групи нестероїдних протизапальних препаратів. За своїм хімічним складом є рацематом двох енантіомерів. Механізм дії препарату, як і інших представників групи нестероїдних протизапальних препаратів, полягає у інгібуванні ферменту циклооксигенази, яка забезпечує перетворення арахідонової кислоти у простагландини, які є медіаторами запалення у місці ураження тканин, а також беруть участь у процесі передачі болю по нервових стовбурах. Кеторолак є неселективим інгібітором циклооксигенази 1 типу (ЦОГ-1), і діє також і на циклооксигеназу 2 типу (ЦОГ-2). Особливістю кеторолаку є вища знеболювальна дія у порівнянні з іншими препаратами групи нестероїдних протизапальних препаратів, яка еквівалентна знеболювальній дії наркотичних анальгетиків, а також має жарознижувальну та антиагрегантну дію. У зв'язку із вираженою знеболювальною дією, а також відсутністю побічних ефектів, характерних для наркотичних анальгетиків — нудоти, блювання, пригнічення дихання, затримки сечі, запори, а також відсутність впливу на опіатні рецептори в ЦНС, що призводить до відсутності розвитку залежності від препарату, кеторолак застосовується переважно як знеболювальний препарат, у тому числі у передопераційній підготовці хворих та знеболенні у післяопераційному періоді. Кеторолак має синергізм при спільному застосуванні з наркотичними анальгетиками, та сприяє зниженню дози наркотичних препаратів при їх сумісному використанні. При сумісному застосуванні кеторолаку із місцевими анестетиками (лідокаїном, бупівакаїном) при внутрішньовенному або внутрішньосуглобовому введенні кеторолаку при артроскопії або операціях на суглобах також спостерігається синергізм препаратів, і посилення знеболювальної дії. Кеторолак має виражену знеболювальну активність як при пероральному, так і парентеральному застосуванні, і у вигляді очних крапель. Як експериментально, так і у клініці доведено ефективність застосування препарату і при інтраназальному застосуванні. При клінічних дослідженнях спостерігалась вища частота побічних ефектів кеторолаку, особливо з боку травної системи, у порівнянні з іншими нестероїдними протизапальними препаратами, хоча й не всі науковці визнають результати цих досліджень.

### Фармакокінетика
Кеторолак швидко та повністю всмоктується як при пероральному, так і при парентеральному застосуванні, біодоступність препарату складає 100% (деякі джерела рівень біодоступності при пероральному застосуванні оцінюють у межах 80—100%). Максимальна концентрація препарату в крові при пероральному застосуванні досягається протягом 50 хвилин. При внутрішньом'язовому введенні максимальна концентрація препарату досягається протягом 40—50 хвилин, а при внутрішньовенному застосуванні — протягом 5 хвилин. Кеторолак практично повністю (на 99%) зв'язується з білками плазми крові. Кеторолак проникає через плацентарний бар'єр та виділяється в грудне молоко. Метаболізується препарат у печінці з утворенням неактивних метаболітів. Виводиться кеторолак з організму переважно із сечею у вигляді метаболітів, частина препарату виводиться із калом. Період напіввиведення кеторолаку становить у середньому 5,4 години, цей час може збільшуватися у осіб похилого віку та у хворих із вираженою нирковою недостатністю.

## Показання до застосування
Кеторолак застосовується для зменшення болю різної інтенсивності — у вигляді таблеток препарат застосовується для зменшення болю помірної інтенсивності, зокрема в післяопераційному періоді; у вигляді ін'єкцій препарат застосовується для купування болю помірної та високої інтенсивності, зокрема в післяопераційному періоді. У вигляді очних крапель препарат застосовується для зменшення болю після офтальмологічних операцій.

## Побічна дія
При застосуванні кеторолаку найчастіше спостерігаються побічні ефекти з боку травної системи. Серед таких побічних явищ найчастіше спостерігаються біль у животі (13%), нудота і диспепсія (по 12%), діарея (7%), частіше 1% випадків застосування спостерігаються також запор, метеоризм, стоматит, блювання; рідко спостерігаються сухість у роті, гастрит, зниження або підвищення апетиту, панкреатит, гепатит, жовтяниця, загострення виразкової хвороби, шлунково-кишкові кровотечі, гастрит, гемороїдальні кровотечі. Серед інших побічних ефектів спостерігаються:
- З боку шкірних покривів та алергічні реакції — частіше (більше 1% випадків) висипання на шкірі, свербіж шкіри, гіпергідроз; рідко кропив'янка, бронхоспазм, загострення бронхіальної астми, гарячка, синдром Стівенса-Джонсона, синдром Лаєлла, анафілактоїдні реакції.
- З боку нервової системи — найчастіше головний біль (17%), головокружіння (7%), сонливість (6%); рідко (менше 1%) депресія, підвищена збудливість, тремор, судоми, парестезії, галюцинації, порушення зору та слуху, асептичний менінгіт.
- З боку серцево-судинної системи — частіше артеріальна гіпертензія, рідше артеріальна гіпотензія, приливи крові до обличчя.
- З боку сечостатевої системи — рідко гематурія, інтерстиційний нефрит, ниркова недостатність, гемолітико-уремічний синдром, затримка сечі, частий сечопуск.
- Зміни в лабораторних аналізах — можуть спостерігатися тромбоцитопенія, лейкопенія, анемія (у тому числі гемолітична), гіпонатріємія, гіпокаліємія, еозинофілія, підвищення рівня креатиніну та сечовини в крові.
- Місцеві реакції — можуть спостерігатися болючість у місці ін'єкції (частіше при введенні високих доз), кровотечі з післяопераційних ран.

Частота побічних ефектів кеторолаку різко зменшується при застосуванні препарату терміном не більше ніж 5 діб.

## Протипокази
Кеторолак протипоказаний при підвищеній чутливості до препарату та інших нестероїдних протизапальних препаратів, загостренні виразкової хвороби шлунку та дванадцятипалої кишки, шлунково-кишковій кровотечі, порушеннях згортання крові, виражених порушеннях функції печінки та нирок, геморагічному інсульті, бронхіальній астмі зі супутнім поліпозом носа та непереносимістю ацетилсаліцилової кислоти, вагітності, пологах та годуванні грудьми.

## Форми випуску
Кеторолак випускається у вигляді таблеток по 0,01 г; у вигляді 3% розчину по 1 мл у ампулах та одноразових шприцах; очних крапель по 0,4 мл 0,45% розчину; та у вигляді 2% гелю у тубах по 30 г для місцевого застосування.